# Herbert Agar
Herbert Sebastian Agar (New Rochelle, 29 de setembro de 1897 — Sussex, 24 de novembro de 1980) foi um jornalista e historiador norte-americano. Em 1956, venceu o Prêmio Pulitzer de História.